# Управление финансовых услуг и рынков Бельгии
Управление финансовых услуг и рынков Бельгии (нидерл. Autoriteit voor Financiële Diensten en Markten) — финансово-регулирующий орган в Бельгии.

## История
Управление финансовых услуг и рынков Бельгии было сформировано 1 апреля 2011 года, заменив Комиссию по банкам, финансам и рынкам в качестве нового интегрированного финансового регулятора в Бельгии в рамках так называемой модели «Твин Пикс», в которой оно разделяет ответственность за финансовые рынки с Центральным банком Бельгии.